# Rocky Mountain Horse
Das Rocky Mountain Horse ist eine recht junge Gangpferde-Rasse. Es stammt nicht aus den Rocky Mountains, wie der Name irreführenderweise annehmen lässt, sondern aus den Appalachen. In der Literatur wird es auch als Rocky Mountain Pony oder als Rocky Mountain Saddlehorse bezeichnet.
Hintergrundinformationen zur Pferdebewertung und -zucht finden sich unter: Exterieur, Interieur und Pferdezucht.

## Exterieur

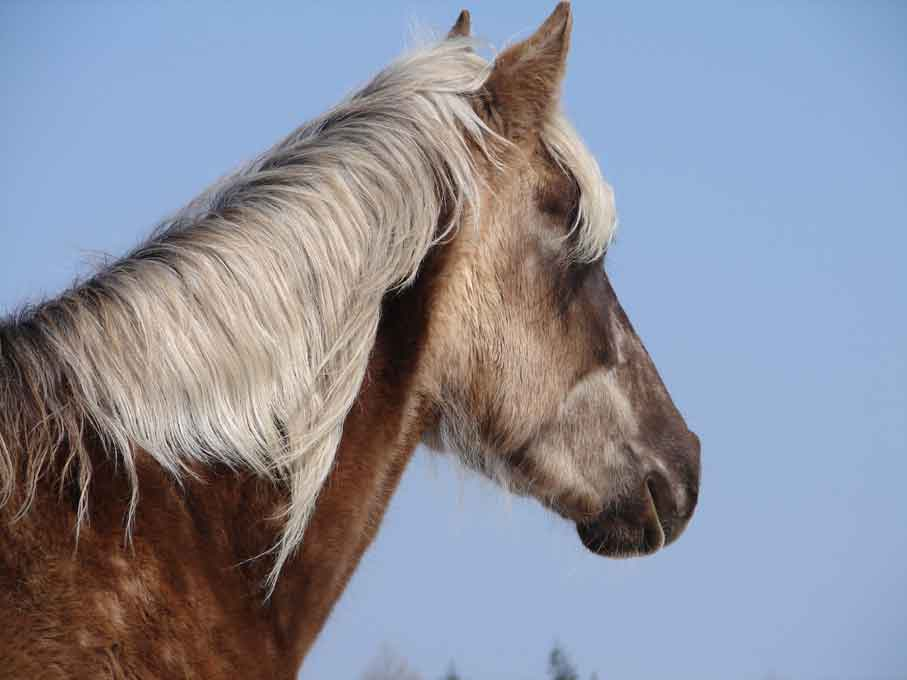
Rocky Mountain Horse mit Windfarbgen

Der gerade, trockene Kopf mit feinen Ohren steht auf einem starken, geraden Hals und schräger Schulter. Der kurze und gerade Rücken geht in eine leicht abfallende Kruppe über. Meist schokoladenfarben mit flachsfarbenem Langhaar, aber auch alle anderen Farben außer Schecken.

## Interieur
Das Rocky Mountain Horse ist auf Grund seiner Ausdauer und Trittsicherheit ein gutes Wanderreitpferd, was durch seine natürliche Veranlagung zum Tölt noch unterstrichen wird. Es eignet sich auch gut als leichtes Wagenpferd.

## Zuchtgeschichte
Die Entwicklung des Rocky Mountain Horses geht zurück auf Sam Tuttle, der in Kentucky einen Reitstall betrieb und dessen Hengst Old Tobe wegen seiner Töltveranlagung und seiner Rittigkeit sehr bekannt war. Beides gab er auch an seine Nachkommen weiter, was ihn zu einem beliebten Zuchthengst machte. Viele der heutigen Rocky Mountain Horses führen Old Tobe in ihrem Stammbaum. Sie sind sehr ausdauernd und trittsicher und eignen sich hervorragend für das Reiten in unebenem Gelände. Man geht davon aus, dass Rocky Mountain Horses sowohl das Blut von spanischen Pferden als auch des Narragansett Pacers in Linien führen. 1986 wurde das Stutbuch eröffnet und 2004 wieder geschlossen. Ende 2005 waren über 13.000 Rocky Mountain Horses bei der Association eingetragen.